# Новокавказский (Шпаковский район)
Новокавка́зский — хутор в Шпаковском районе (муниципальном округе) Ставропольского края России.
До 16 марта 2020 года входил в состав Татарского сельсовета.

## География
Расстояние до краевого центра: 19 км. Расстояние до районного центра: 30 км.
Хутор находится в верховье реки Егорлык. 

## История
17 января 1915 года хутор Нижне-Егорлыкский Николаевской станицы Лабинского отдела переименован в хутор Ново-Кавказский.
1 декабря 1931 года в хуторе сгорела молочная ферма.

## Население
| 1989 | 2002 | 2010 | 2013 | 2014 | 2021 |
| ---- | ---- | ---- | ---- | ---- | ---- |
| 132  | ↘50  | ↘30  | →30  | →30  | ↗42  |

По данным переписи 2002 года, 70 % населения — чеченцы.

## Образование
- Детский сад № 23 «Ёлочка»[13]
- Средняя общеобразовательная школа № 9[14]

## Достопримечательности
- «Новокавказский мост» (полуразрушенный мост Армавир-Туапсинской железной дороги). В настоящее время никем не охраняется.
- Памятник И. Г. Лотову. 1942 год[15]